# St. Jakobi (Luckenwalde)

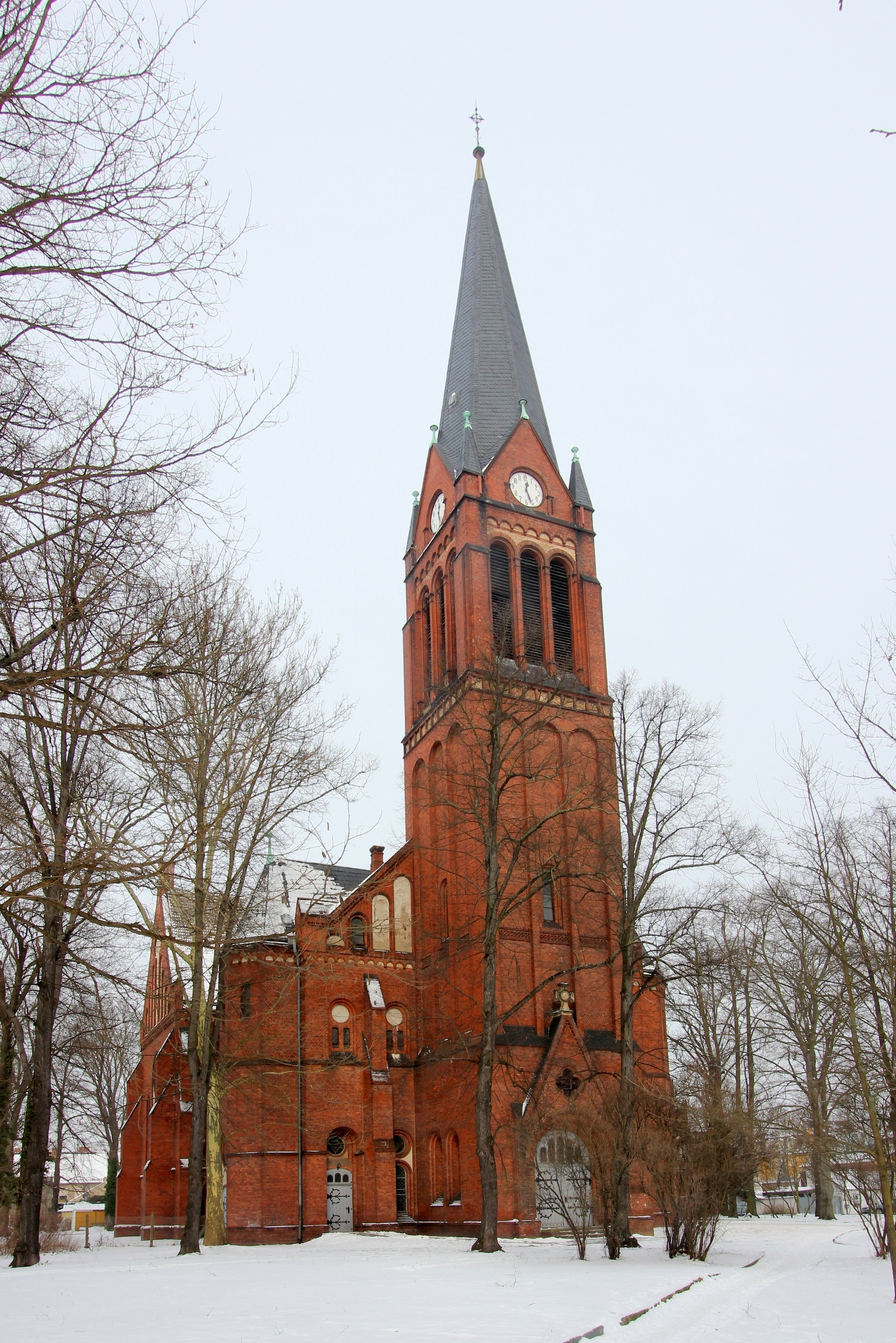
Die Jakobikirche im Januar 2014.

Die evangelische Kirche Sankt Jakobi ist eine neogotische Kirche in Luckenwalde.

## Geschichte

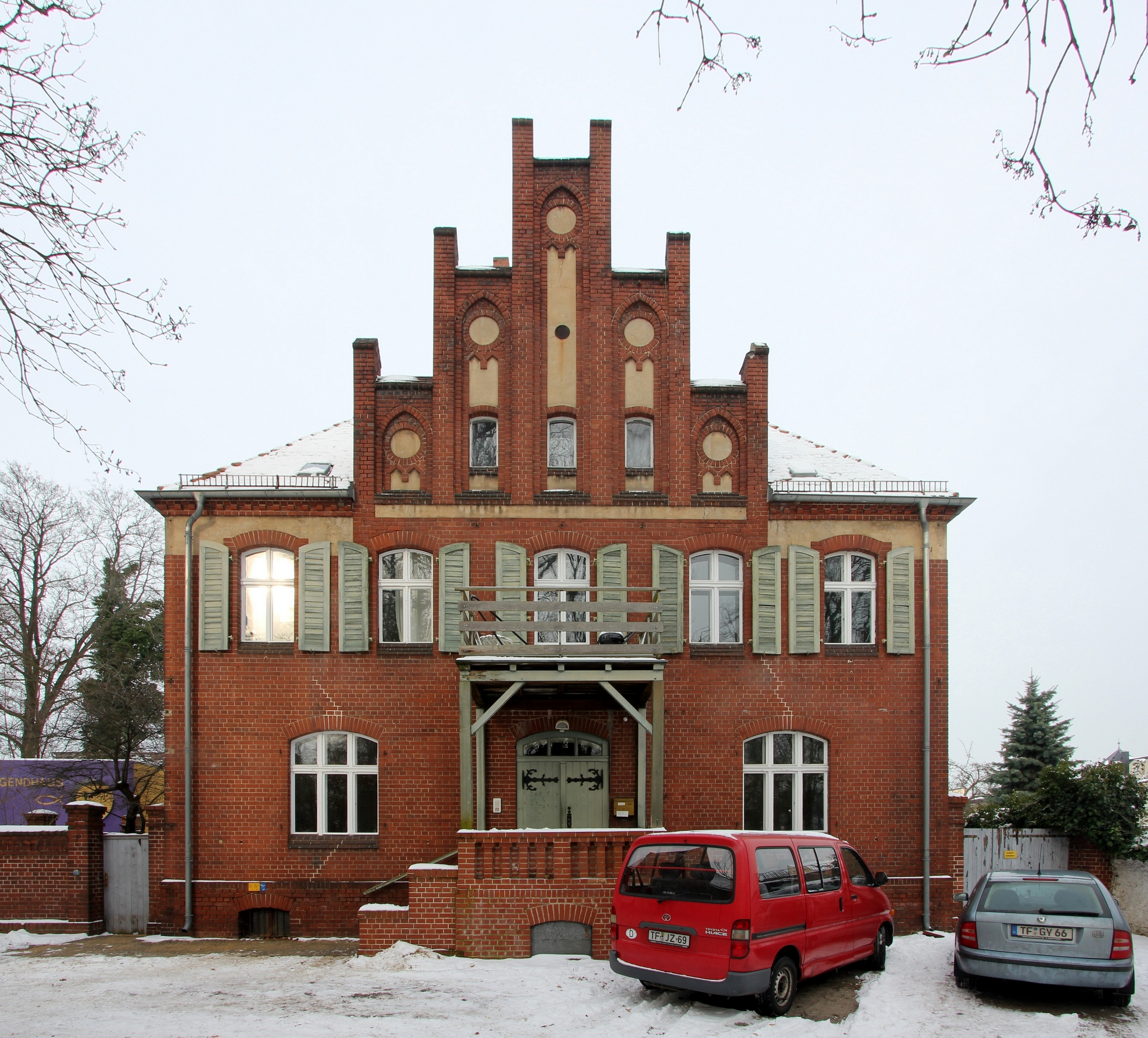
Das Pfarrhaus der Kirche.

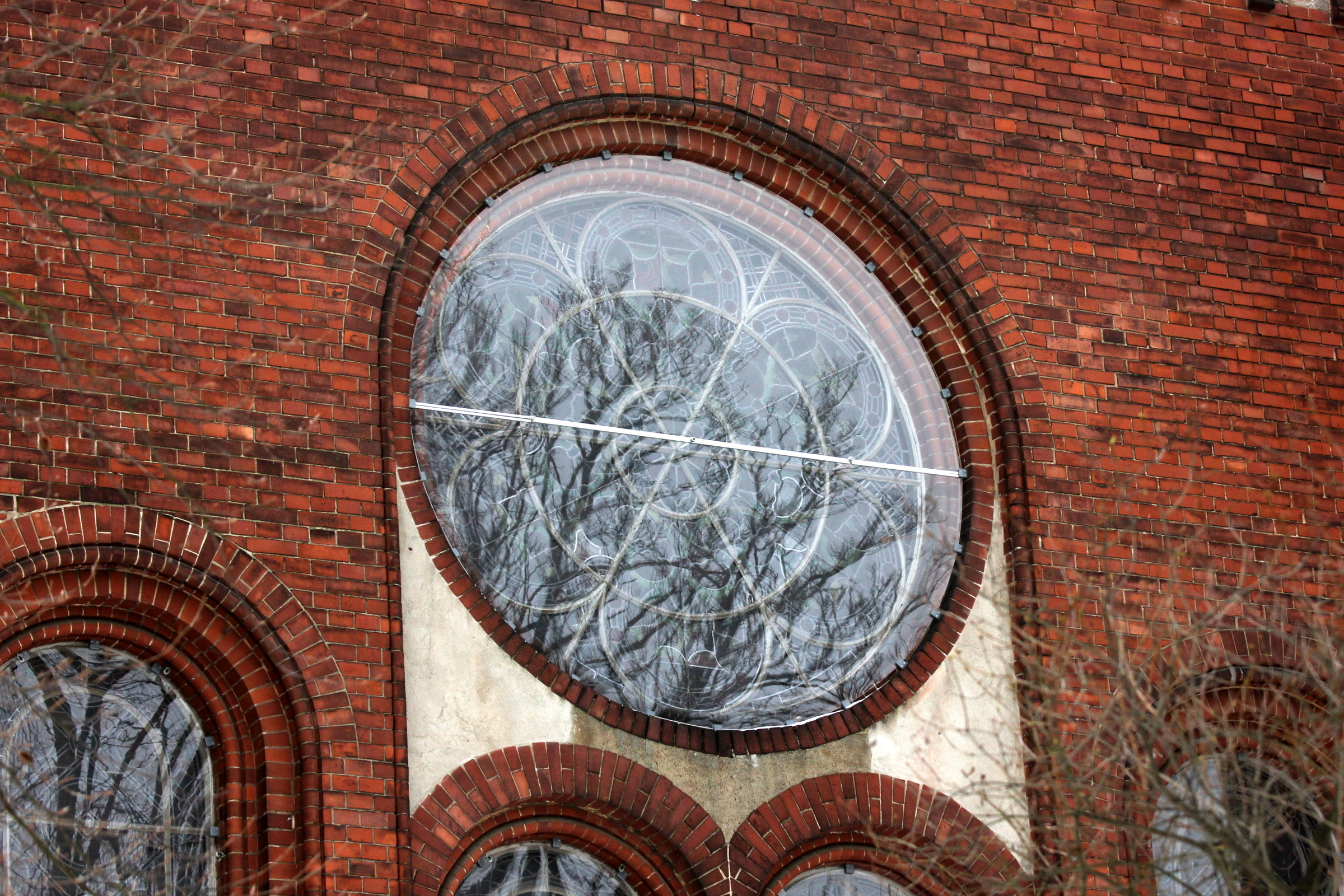
Ein restauriertes Rosettenfenster, Ostseite.

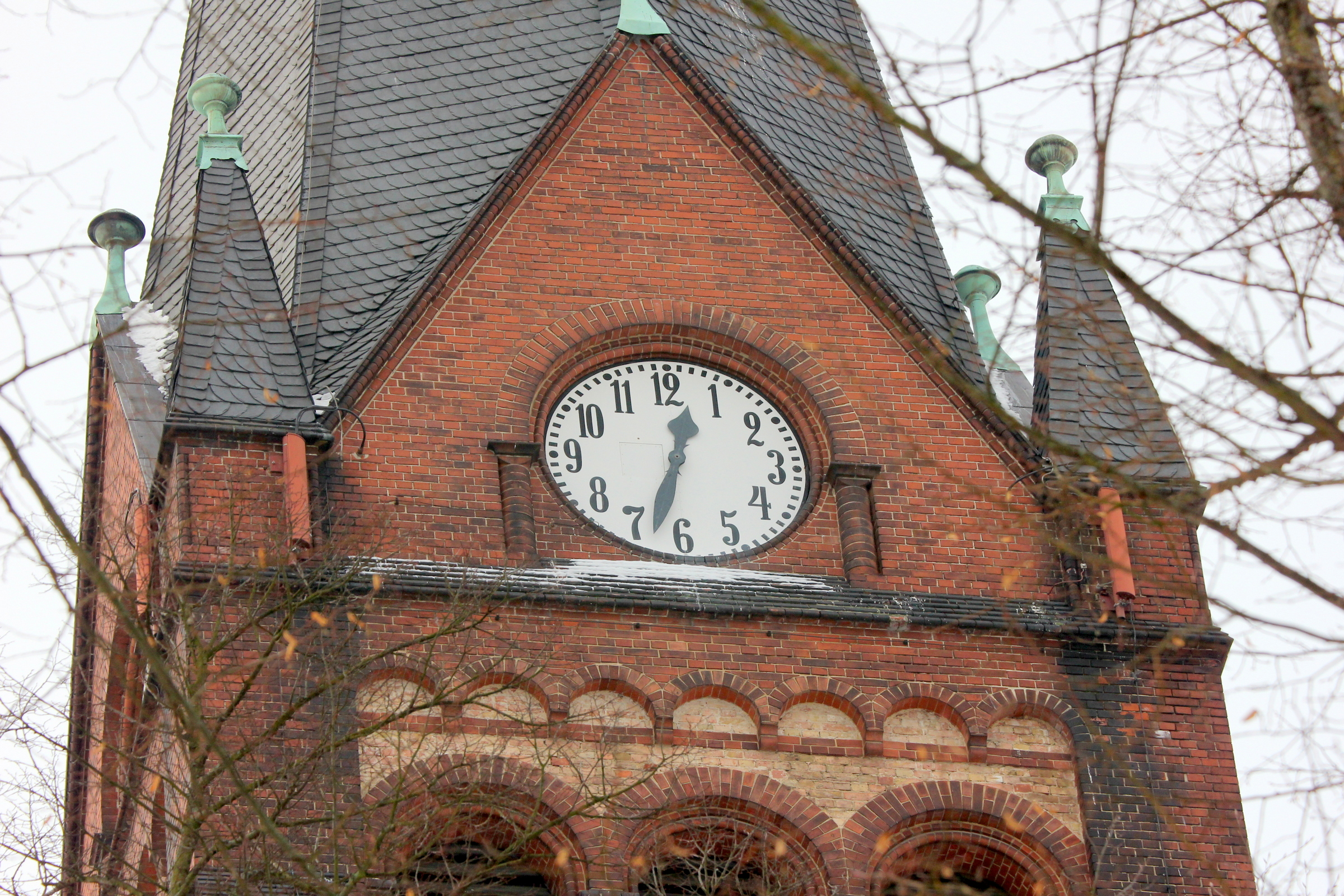
Eine der vier Turmuhren. Links der Mitte erkennt man eine Luke, die während einer Begehung des Turmes der Aussicht dient.

Die Jakobikirche wurde zwischen 1892 und 1894 errichtet, da durch die wachsende Einwohnerzahl der Stadt seit 1850 eine neue Kirche immer dringender notwendig wurde. Die Entwürfe zum Bau stammen von Prof. Dr. Friedrich Adler aus Berlin. Das Patronat über den Kirchenbau übernahm Kaiserin und Königin Auguste Victoria, volkstümlich Kirchenjuste genannt. Auf Bestimmung Wilhelms II. erhielt sie nach zwei Jahren Bauzeit ihren Namen.
Während des Zweiten Weltkriegs diente der Kirchturm als Beobachtungspunkt der Wehrmacht. Die Soldaten lösten sich mit der Wache gegenseitig ab und schliefen gleich im Turm. Davon zeugen seither noch drei hölzerne Feldbetten im Turm. Sie sollen als ein Mahnmal des Krieges erhalten bleiben.
In den 1980er Jahren wurde der Kirchturm mit Schiefer eingedeckt.
Im 21. Jahrhundert befindet sich die Kirche nicht mehr in regelmäßigem gottesdienstlichen Gebrauch. Trotzdem gibt es seit einigen Jahren zu besonderen Anlässen wieder Gottesdienste in diesem Haus. Zuletzt sah sich die Kirche Vandalismus und Verfall ausgesetzt, bis sich im Jahre 2006 ein Förderverein zu ihrer Rettung gründete.
Im März 2014 wurde im Rahmen des Förderprogramms „Stadtumbau Ost“ eine gedrittelte Finanzierung zwischen Bund, Land und Stadt Luckenwalde vereinbart, die eine dreimonatige Instandsetzung des Kirchturmes vorsieht. Dieser ist durch Wassereinbrüche geschädigt und vom Schwamm befallen, weitere Schäden sollen ebenfalls ausgebessert werden. So werden die Turmzier und die Schallluke mit ihren Holzlamellen aufgearbeitet.

## Merkmale
Die Kirche ist ein Backsteinbau und verfügt über einen 72 m hohen Westturm. Mit dieser Höhe sollte er sich gegenüber den vielen hohen Schornsteinen der Stadt durchsetzen. Erbaut ist das Gotteshaus im neugotischen Stil, der sich jedoch stark an romanische Motive anlehnt. Die Gotik präsentiert sich im weit gespannten Sterngewölbe und in kräftigen Strebepfeilern. Damit handelt es sich nicht nur um eine der größten evangelischen Kirchen Brandenburgs. Die Gewölbe gehören zu den größten der Neuzeit. Die Akustik der Kirche gilt als einzigartig und beschert ihr eine besondere Eignung für Konzerte aller Art. Unter dem Gewölbe gibt es 1200 Sitzplätze, insgesamt finden etwa 2000 Menschen Platz. Die Kirche ist Baudenkmal der Stadt Luckenwalde.

## Ausstattung

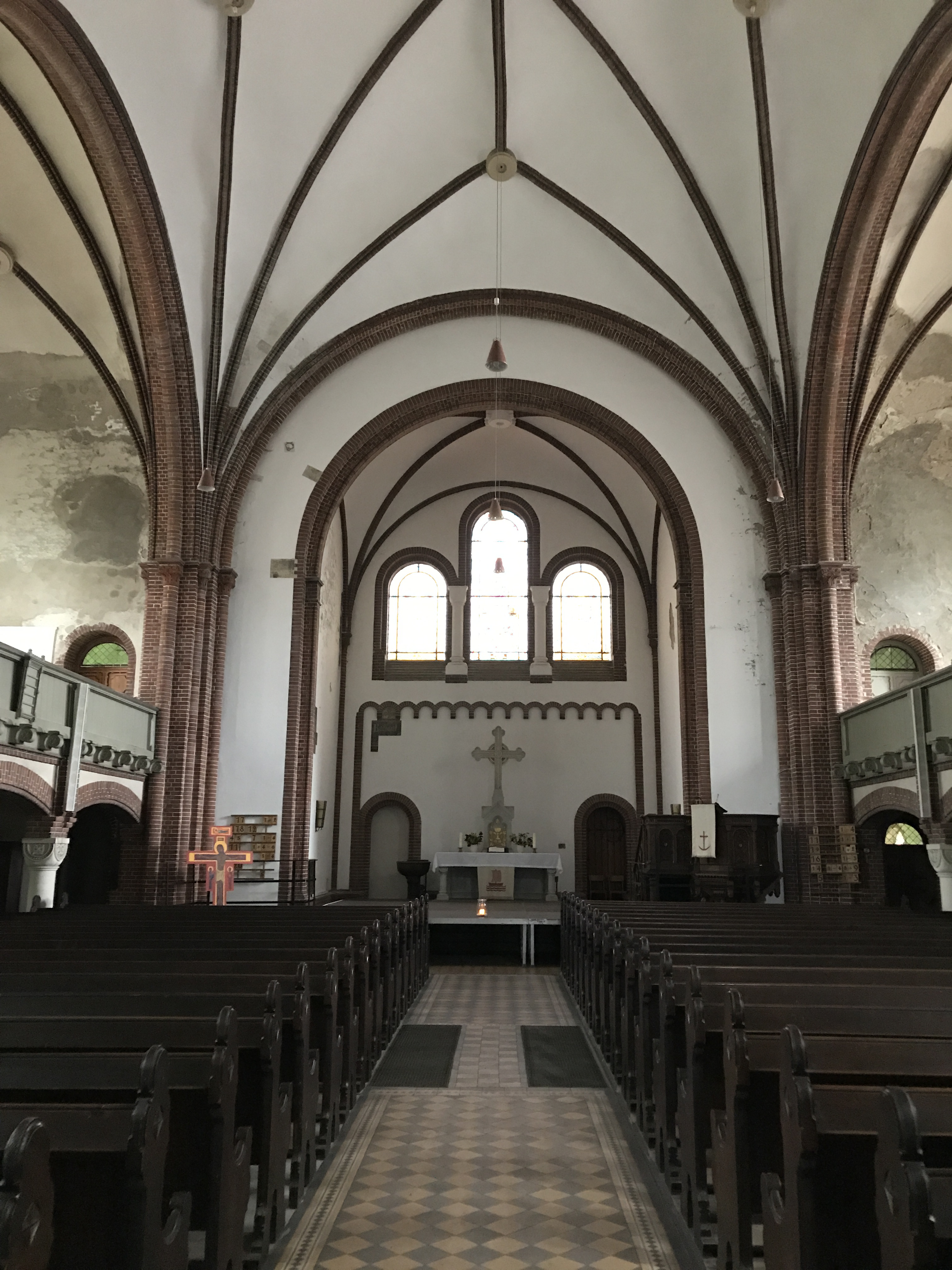
Blick ins Kirchenschiff

Die wertvolle Ausstattung, die oftmals durch einflussreiche Bürger der Stadt gestiftet wurde, zählt eine geschnitzte Holzkanzel und der marmorne Altar. Die Kanzel und der Schalldeckel in Eichenholz wurden in der Werkstatt des Holzbildhauers Gustav Kuntzsch in Wernigerode angefertigt.
Das Ensemble der Buntglasfenster enthält Glasmalereien des ausgehenden 19. Jahrhunderts. Alle Fenster wurden im Königlichen Glasmalerei-Institut Kaiser Wilhelms II. in Berlin-Charlottenburg hergestellt.
Das mittlere Chorfenster, das Altarfenster, war ein Geschenk von Kaiser Wilhelm II. und seiner Gemahlin Kaiserin Auguste Viktoria. Unter der Darstellung eines segnenden Christus erscheint deren Allianzwappen, was diesem Fenster auch den Namen „Kaiserfenster“ einbrachte.
Die Bleinetze, in denen die Glassegmente angeordnet sind, haben sich alters- und witterungsbedingt gewölbt, so dass die Glasteile abzustürzen drohten; es bedarf einer aufwändigen Restaurierung. In Bleiprofile gefasst befindet sich auf der Südostseite ein buntes, farbenfrohes Rosettenfenster mit einem Durchmesser von 3,20 m, das ebenfalls aus dem Jahre 1894 stammt.
Im Jahre 2009 wurde mit Hilfe von Spenden mit der Restaurierung der Fenster begonnen. Als erste bedeutende Fenstergruppe wurden bis zum Mai 2010 vier große Rundbogenfenster und ein Rosettenfenster restauriert. Bis August 2014 konnten alle Fenstergruppen auf der Nordostseite und über dem Altar gesichert werden.
Die Turmuhr wurde 1893 von der Berliner Großuhrenfabrik C.F. Rochlitz, Inhaber Heinrich Ernst, gefertigt. Auf der Weltausstellung 1893 in Chicago schmückte sie den Turm des Deutschen Hauses. Seit 2004 ist die Turmuhr wieder in Funktion.
In der Jakobikirche gibt es eine begehbare Orgel. Sie wurde 1894 von den Gebrüder Dinse gebaut und in die neu errichtete Kirche – in einem von der Firma Gustav Kuntzsch, Wernigerode, hergestellten Schaugehäuse – installiert. Damals noch zweimanualig, wurde sie von 1940 bis 1943 von der Orgelbauanstalt Gustav Heinze auf drei Manuale erweitert. Mit ihren 44 Registern ist sie die größte Orgel in Luckenwalde.